# Lothar Hermann
Lothar Hermann (Quirnbach, Westerwald, 1901 - Coronel Suárez, 1 de julio de 1974) fue un ciudadano judío alemán que, luego de ser torturado por los nazis hasta el punto de perder la vista y ser recluido en el campo de concentración de Dachau, había logrado salir cediendo sus propiedades y escapar a la Argentina. A mediados de la década de 1950, su hija Silvia Hermann,conoció por casualidad a los hijos de Adolf Eichmann en el Cine York de Olivos, en Buenos Aires. Esta circunstancia permitió que Lothar, tras una investigación personal, lograra identificar al genocida nazi Adolf Eichmann, Fue así como Lothar Hermann, en forma individual y sin apoyo institucional, alertó  su presencia en Alemania( Fritz Bauer) e israelíes  Tuviah Friedman, lo que finalmente condujo a la captura de Eichmann por parte del Mossad en 1960, su traslado a Israel, su histórico juicio y posterior condena a muerte.

## Biografía
Lothar Hermann era un judío alemán, luego de ser torturado por los nazis hasta el punto de perder la vista y ser recluido en el campo de concentración de Dachau, había logrado salir cediendo sus propiedades y escapar a la Argentina. De once hermanos y sus padres, solo él y otros tres hermanos se salvaron: el resto fue exterminado en los campos de Auschwitz y Buchenwald.
Instalado en Argentina desde 1940, luego de haber pasado por Uruguay, Hermann  tenía una visión crítica de las acciones emprendidas en la posguerra con tratados que buscaban alejar lo sucedido durante la guerra, ya que consideraba que no se orientaban verdaderamente a obtener justicia para las víctimas del nazismo, tanto para quienes murieron como para los sobrevivientes.
En 1941 Hermann tuvo una hija, Silvia, nacida en Rosario, y al poco tiempo decidió radicarse en Olivos, uno de los suburbios de la ciudad de Buenos Aires, en los que se habían instalado gran cantidad de alemanes. Entre 1953 y 1955, su hija Silvia, que por entonces tenía entre doce años, conoció a los hijos de Eichmann, quienes también por entonces vivía en las cercanías de  Olivos con su familia. Los Hermann se mudaron a Coronel Suárez en 1954, a 500 km de Buenos Aires. por temor luego de denunciar la presencia de Eichmann en Florida ante las autoridades en buenos aires y notar que nadie le interesaba llevar a la justicia a los criminales nazis.
Al enterarse de que desde Alemania en 1956 habían solicitado una orden de captura internacional  contra Eichmann, con la  información certera en su poder, en 1957 Lothar Hermann le envió una carta a Fritz Bauer, el fiscal general de Hesse y encargado de los procesos de Auschwitz, de quien se había vuelto amigo por compartir el cautiverio en Dachau, informándole que había localizado a Eichmann en Buenos Aires, que había adoptado la identidad de Ricardo Klement y cual era su dirección.
Bauer a su vez mantuvo la información en reserva, por miedo a que las autoridades alemanas la filtraran y Eichmann se escapara, y comunicó la información a las autoridades israelíes de Colonia Felix Shinnar quien fuera el encargado de llevar adelante las negociaciones por reclamos económico ante las autoridades del gobierno alemán. En 1958 el Mossad envió dos misiones secretas a la Argentina, para verificar la denuncia, pero ambas descartaron la denuncia con el argumento de que Lothar Hermann era ciego y que el barrio en que vivía Eichmann en Florida, Vicente López era demasiado "miserable" como para que viviera un alto oficial nazi.
Luego de varios años de inacción por parte de Israel, Lothar Hermann y Bauer comenzaron a preocuparse. En total escribió veintiséis cartas instando al gobierno de Israel a decidirse a detener a Eichmann, el punto que en marzo de 1960 llegó a recriminarles: 

Obviamente ustedes no tienen ningún interés en detener a Eichmann.
Lothar Hermann

Lothar Hermann mantuvo una intensa correspondencia con Tuviah Friedman, director del Centro de Documentación de Crímenes Nazis de Haifa, quien había ofrecido una recompensa a quien proporcionara información certera sobre el paradero de Adolf Eichmann. Esta comunicación comenzó en octubre de 1959, cuando Hermann le envió datos precisos sobre la identidad falsa y la ubicación de Eichmann en Argentina. Al recibir esta denuncia, Friedman informó al profesor Arieh Tartakower, quien desde 1952 trabajaba en Argentina reuniendo testimonios de sobrevivientes del Holocausto para los reclamos que llevaría adelante contra el gobierno alemán.
Ese mismo año Israel organizaría el secuestro de Eichmann, pero desconocería el papel jugado por Lothar y Silvia Hermann, que quedaron en la indefensión. Lothar, por su parte, fue denunciado por periodistas ingleses en una clara maniobra de operación mediática, el detenido por la policía argentina acusado de ser Josef Mengele, generando el desprestigio social y el temor hasta el día de su muerte. Su tumba en Coronel Suárez fue saqueada, vaciada y destruida. 
Solo muchos años después, cuando Lothar ya había muerto, Israel y Coronel Suárez reconocerían el papel decisivo y heroico jugado por él y su hija Silvia en la identificación de Adolf Eichmann, lo cual permitió su captura. Este reconocimiento fue posible gracias al trabajo de reconstrucción histórica realizado por Liliana Hermann, sobrina nieta de Lothar, y Ariel Mereles, quienes durante más de quince años investigaron y difundieron la verdad sobre el rol de la familia Hermann en el caso Eichmann, logrando visibilizar su legado y reivindicar su lugar en la memoria colectiva.
- Historia de los judíos en Argentina
- Inmigración en Argentina
- Operación Finale